# Helena Longinová
Helena Longinová (provdaná Podzimková, po rozvodu se vrátila k rodnému jménu; 3. ledna 1930, Jindřichův Hradec - 27. srpna 2015, České Budějovice) byla česká spisovatelka. Většina jejích próz se odehrává v jejích rodných Jižních Čechách. V 80. letech byla její poetika srovnávána s Hrabalovou, od 90. let byly její texty řazeny obvykle mezi prózu pro ženy či dívky (často je publikovala ve Večerech pod lampou, někdy pod pseudonymem Viktor Danielovský). Některé později přepracovala do vážnějších próz.
Dětství prožila v Benešově u Černovic v jižních Čechách. Vystudovala germanistiku a češtinu na Filozofické fakultě Univerzity Karlovy, absolvovala roku 1955 prací o Heinrichu Heinem. Poté učila němčinu na Jazykové škole v Praze, a to až do odchodu do důchodu v roce 1988. Literární tvorbě se začala věnovat až v pozdějším věku, první povídku otiskla roku 1981 v časopise Vlasta. Knižně debutovala roku 1987 prózou Proč umírá sánská koza.

### Drama
- Robertovi s láskou (1990)
- Dvanáct ořechových dortů (1991)

### Rozhlasové hry
- Sólo pro bílého králíka (1991)
- Hervé! Ty šílíš! (1997)